# Warsonofiusz (Łuzin)
Warsonofiusz, imię świeckie Aleksandr Władimirowicz Łuzin (ur. 18 lutego?/1 marca 1884 w Orenburgu, zm. 1937) – rosyjski biskup prawosławny.

## Życiorys
W 1912 ukończył Kazańską Akademię Duchowną, uzyskując tytuł kandydata nauk teologicznych. W tym samym roku złożył wieczyste śluby mnisze, następnie został wyświęcony na hieromnicha i zatrudniony w Akademii w charakterze p.o. docenta w katedrze historii Cerkwi i studiów nad sektami, jak również nadzorcy kursów misyjnych w Kazaniu. Przed 1918 obronił dysertację magisterską w dziedzinie teologii. Od jesieni 1918 żył w monasterze Przemienienia Pańskiego w Kazaniu. W 1922 zmuszony do opuszczenia Kazania, od 1922 do 1925 przebywał na zsyłce w Kraju Turuchańskim. 12 kwietnia 1922 przyjął chirotonię biskupią z tytułem biskupa spasskiego, wikariusza eparchii kazańskiej.
W latach 1927–1929 ponownie zesłany do Kraju Narymskiego. 24 kwietnia 1929 objął katedrę irkucką, zaś w 1930 został przeniesiony do eparchii władywostockiej. 25 maja 1931 został aresztowany we Władywostoku i razem z biskupem chabarowskim Pantelejmonem oskarżony o prowadzenie działalności kontrrewolucyjnej. Skazany na 10 lat łagrów, pracował przy budowie Kanału Białomorsko-Bałtyckiego. W 1937 skazany na karę śmierci za prowadzenie „propagandy kontrrewolucyjnej” (duchowny w obozie nie zaprzestał głoszenia wiary). W tym samym roku stracony.